# Carl Johan Grimmark

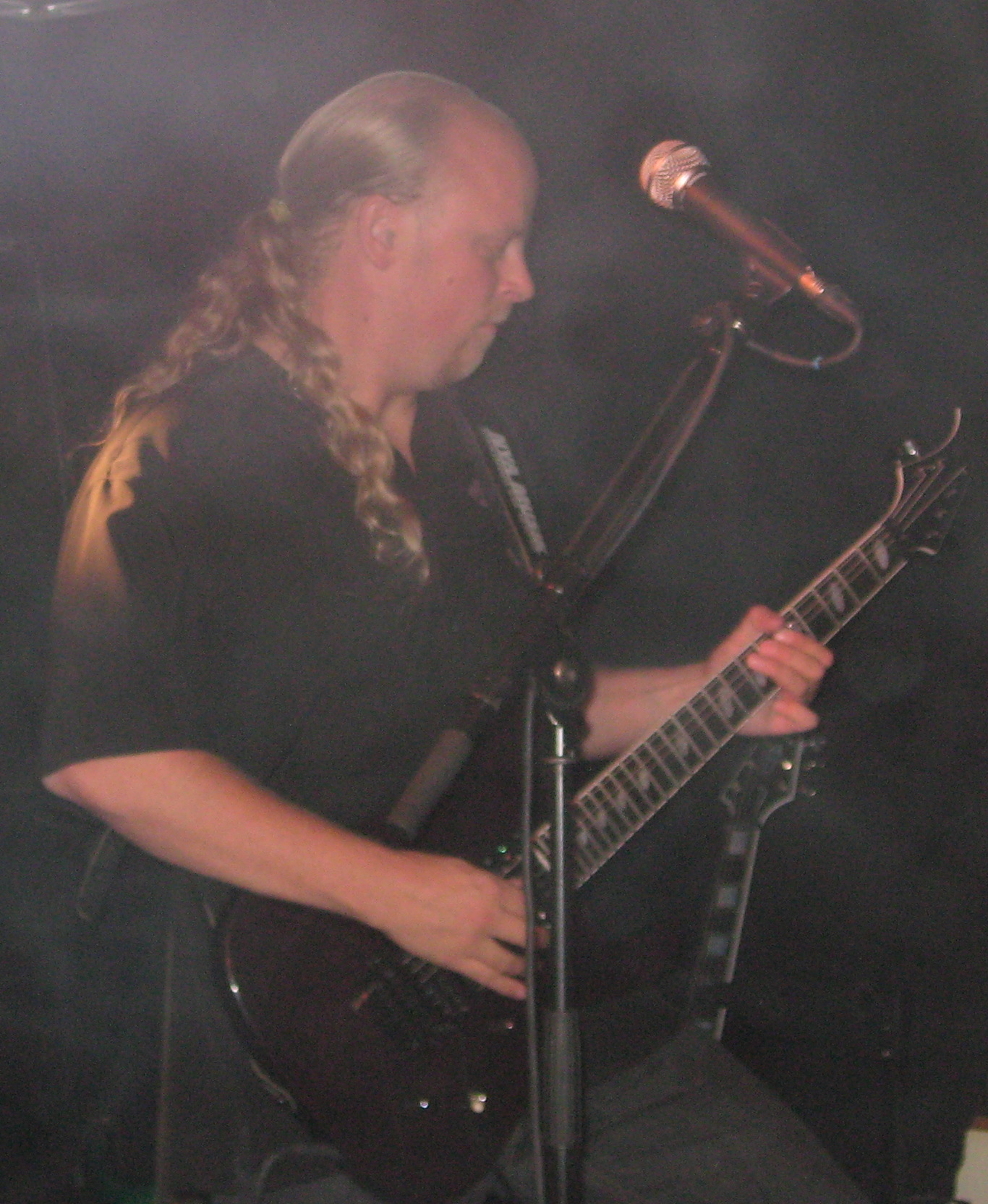
Grimmark bei einem Konzert mit Narnia in Jönköping 2009

Carl Johan Grimmark (* 4. Oktober 1978 in Göteborg, Schweden) ist ein schwedischer Neo-Klassik-Metalgitarrist. Er ist vor allem in der christlichen Metalszene aktiv.

## Leben
Grinmark ist Mitbegründer der Band Narnia, in der er von 1993 bis 2010 als Gitarrist, Keyboarder und Songschreiber tätig war. Daneben war er Mitglied von Saviour Machine und Rob Rock. Seit 2006 spielt er bei Beautiful Sin, sowie seit 2008 bei Full Force, die sich aus Mitgliedern der Bands Hammerfall und Cloudscape zusammensetzt.
2008 veröffentlichte er sein erstes Album Grimmark.
Grimmark ist seit 2014 wieder mit seiner Band Narnia aktiv und hat mit ihnen das siebte Studioalbum eingespielt.